# Индийский пейл-эль

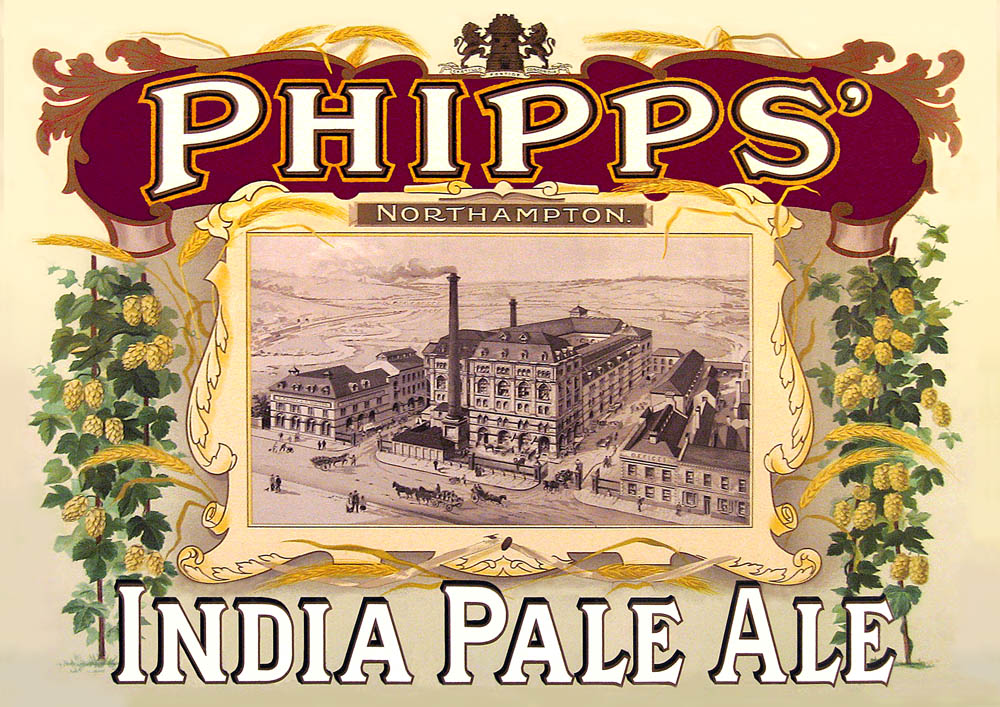
Английский рекламный плакат 1890 года

Индийский пейл-эль (англ. India pale ale, в переводе с англ. — «индийский бледный эль», сокращ. IPA («Ай-пи-эй») — сильно охмелённая разновидность пейл-эля, которая стала широко распространена в Англии к 1815 году, и стала набирать популярность, как экспортное пиво, поставляемое в Индию (которая до 1858 года находилась под контролем Британской Ост-Индской компании) и другие страны. Хмель придаёт пиву богатый аромат и приятную горечь.
В XXI веке это наиболее востребованный стиль крафтового пива в США и Великобритании.

## Истоки в Британии

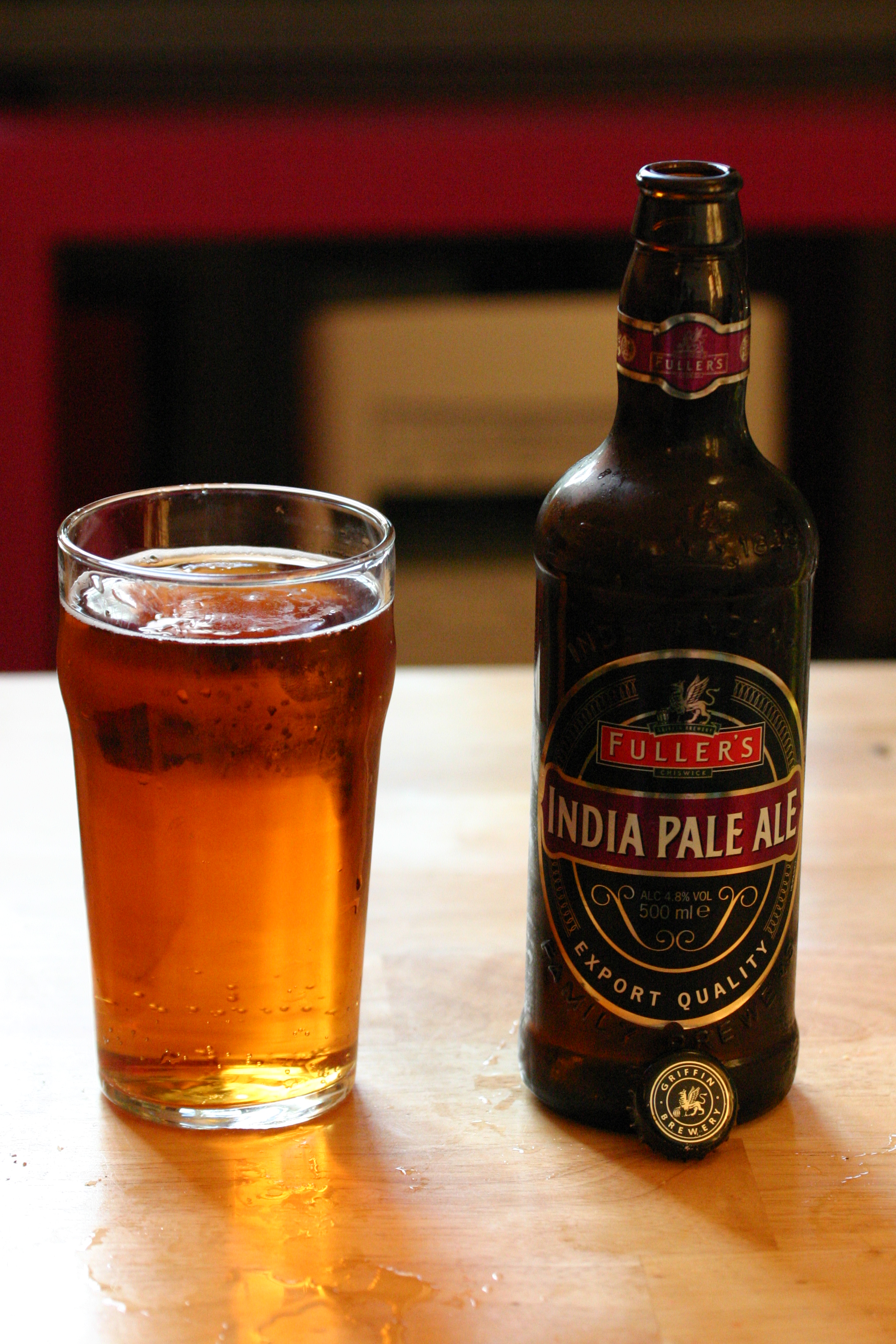
Классический английский IPA.

Первое упоминание об индийском пейл-эле найдено в Sydney Gazette (Австралия) за 1829 год. Название объясняется тем, что в XIX веке это был основной вид пива, поставляемый из метрополии в Британскую Индию. Крепкий и невероятно горький из-за высокого содержания хмеля, эль выдерживал многомесячную транспортировку в южных широтах лучше других сортов. Ко времени поступления потребителям в Индии его вкус смягчался и становился приемлемым.
Основной вклад в создание этого пива внесли крупные пивоварни Бертона-на-Тренте, которые до континентальной блокады экспортировали свою продукцию преимущественно в Российскую империю. Переориентация этих производителей на индийских потребителей связана с тем, что российский министр Егор Канкрин, будучи сторонником протекционизма, ввёл в 1822 году запретительный тариф, затруднявший доступ иностранных продуктов на российский рынок. Почти весь экспорт пива из Англии остановился, крупные партии застряли в порту Кронштадта.
Пивовары направили премьер-министру и каждому члену парламента по петиции с требованием надавить на правительство императора России и добиться отмены возмутительного тарифа; рассматривалась даже возможность подкупа российского министра. Довольно скоро выяснилось, что запрет касается только светлого пива, тогда как тёмное пиво (балтийский портер, императорский стаут) было по-прежнему востребовано в Петербурге. По пабам Лондона и других британских городов был разослан следующий «циркуляр»:

«РУССКИЙ ТАРИФ! По причине неожиданных запретительных мер, принятых русским правительством и затрагивающих различные статьи британского экспорта, пивовары Вильсон и Оллсоп из Бёртона предлагают публике значительное количество густого светлого эля с прекрасным ароматом, необычной крепости, сваренного специально для этого рынка, по сниженной цене 2 шиллинга 6 пенсов за галлон, в бочонках по 40 галлонов. Не требует упоминания по общеизвестности, что эль этой пивоварни не имел конкурентов на балтийском побережье в течение последних сорока лет».
Несмотря на распродажу, англичане не спешили разбирать «эль для русских», ибо он был настолько сладким, что кружка прилипала к столу, стоило пене перелиться через край. Многие лондонцы сочли, что напиток испорчен попаданием мёда, хотя это было не так. Чтобы избежать банкротства, крупнейшим производителям приходилось избыток пива отправлять в отдалённые колонии Британской империи. Выяснилось, что это путешествие лучше других сортов выдерживает крепкое пиво с повышенным содержанием хмеля.
Благодаря деловой хватке Басса и других пивоваров к середине XIX века горький светлый эль завоевал популярность в Ост-Индии, Австралии, Новой Зеландии и Капской колонии. Моряки и военные возвращались из колоний ценителями пива в колониальном стиле. К концу XIX века IPA стал вытеснять с британского рынка другие разновидности пейл-эля. Многие производители выпускали хорошо охмелённый эль на светлом солоде просто как «пейл-эль», отказавшись от эпитета «индийский» как от анахронизма.
Из-за дефицита зерна в годы Первой мировой войны крепость английского пива сильно упала. Это отразилось и на пейл-эле, характерные черты которого к середине XX века оказались смазанными.

## Развитие в Америке

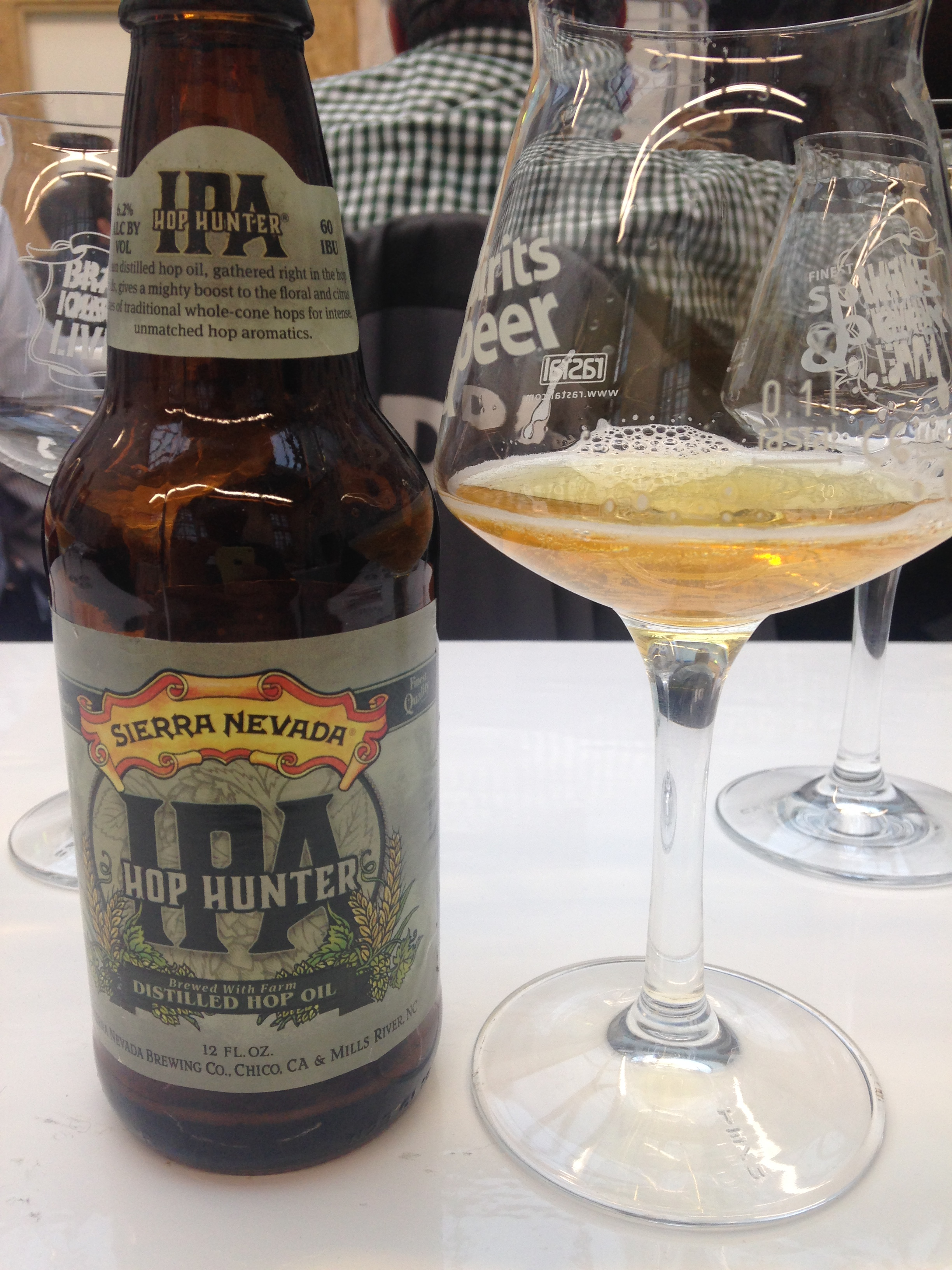
Американский IPA из Калифорнии (марка Sierra Nevada)

В середине 1970-х годов крафтовые пивоварни Калифорнии (в основном из окрестностей Сан-Диего) стали экспериментировать с малоизвестными местными сортами хмеля. Чтобы подчеркнуть хмелевую составляющую, они выпускали свою продукцию под традиционным названием India Pale Ale. Ароматические свойства хмеля стали открытием для американской молодёжи. Популярность новых сортов способствовала бурному росту крафтового пивоварения в США. Современные марки американского IPA «насыщены тонами хвои, цитруса, персика, ананаса, тропических фруктов и цедры». Последние сорта хмеля, выведенные в Новом свете, дают сильный аромат манго, дыни, грейпфрутов. Поклонников избыточного хмеля в пиве называют «хопхедами» (англ. hopheads, «хмельные головы»). В настоящее время принято различать классический (английский) IPA и его американскую версию.

## Стили

### Session IPA
Session IPA (рус. сессионный индийский бледный эль) — стиль пива, возникший в начале XX века в Англии. Заводским рабочим выделялись два перерыва в рабочих 4-часовых «сессиях», во время которых им было можно выпить пива. Это требовало более лёгкого пива, чем стаут или портер, позволяющего рабочим выпить его больше, но не опьянев при этом. Поэтому Session IPA — это некрепкий (от 3 % до 5 %) стиль, обладающий стандартными для IPA вкусовыми атрибутами.

### American IPA
American India Pale Ale (AIPA) (рус. американский индийский бледный эль) — стиль появился на основе классического английского IPA, но изготавливается из местных ингредиентов по изменённой технологии. Характерные признаки стиля: горький вкус, охмеленность, крепость выше средней. Хмелевой профиль проявляется тонами хвои, смолы, фруктов, пряностей. Часто возможен аромат свежего хмеля. Солодовый профиль выражен слабее, он даёт зерновые, карамельные и тостовые нотки, возможен лёгкий дрожжевой привкус. Алкоголь должен чувствоваться мягко, согревающей, а не обжигающей нотой. Финиш всегда сухой, сладость должна быть на втором плане, а хмелевая горчинка сохраняется и в послевкусии. Американский IPA изготавливается из элевого или двурядного солода и американских хмелей. Стиль похож на американский бледный эль (APA), но более крепкий и горький. При изготовлении APA также чаще всего используются сорта хмеля американского производства, однако хмель всегда добавляется не при варке, а уже после начала брожения, поэтому APA ароматный и менее горький, чем IPA.

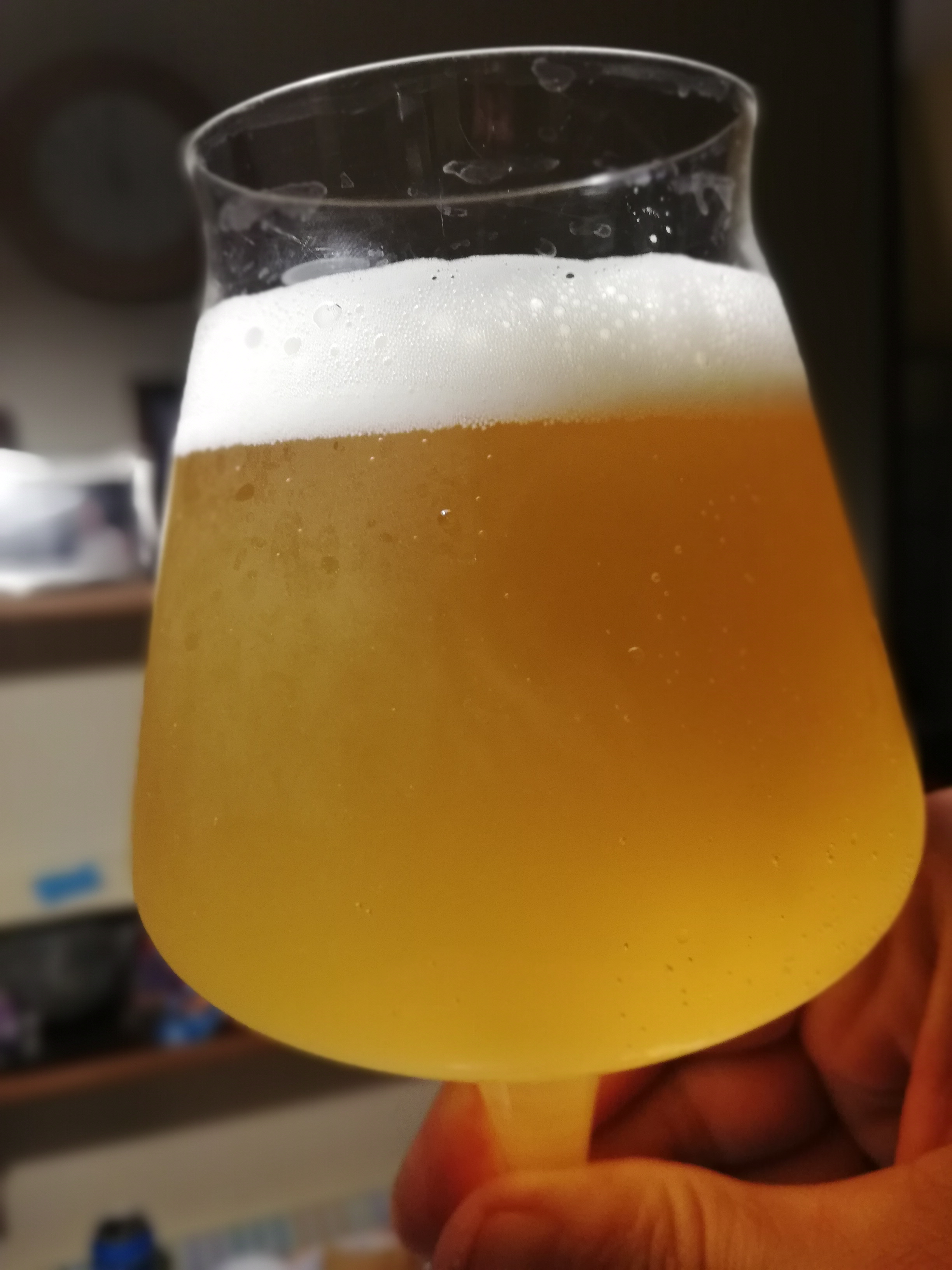
Мутный вариант NEIPA

### New England IPA
New England India Pale Ale (NEIPA) (рус. индийский бледный эль Новой Англии) — стиль, для которого характерны сочные цитрусовые и травяные вкусы, а также акцент на хмелевой аромат и небольшая горечь во вкусе. Он имеет гладкую консистенцию, а также характерный мутный вид (отсюда название, распространённое среди российских потребителей, — «мутняк»). Эти характеристики достигаются за счёт сочетания разных техник пивоварения, включая использование особых сортов дрожжей, разного времени добавления хмеля и корректировки химического состава воды. Несмотря на то, что стиль стал популярным среди пивоваров Новой Англии, сегодня регион его производства не имеет значения для описания данного стиля. Вариант стиля — Milkshake IPA, в который добавляют лактозу, чтобы сделать вкус пива более сливочным. Также в это крафтовое пиво может быть добавлен лупулин. Другие названия стиля — Hazy IPA или Juicy IPA.

### Vermont IPA
Стили Vermont IPA (рус. индийский бледный эль Вермонта) и New England IPA часто объединяют в один стиль и используют эти обозначения в качестве синонимов, однако исторически сложилось так, что под New England IPA принято считать пиво с непрозрачной (мутной) текстурой цвета и щедрым использованием пшеничного солода при варке. Стиль Vermont IPA может включать в себя и обычные нефильтрованные сильно охмелённые эли. Это мягкий, деликатный IPA с цитрусовым хмелевым профилем.

### West Coast IPA
West Coast India Pale Ale (WCIPA) (рус. индийский бледный эль Западного Побережья) — стиль, который возник в Южной Калифорнии в конце XX века. Его создатели взяли за основу американский бледный эль (APA) и повысили уровень хмеля, алкоголя и горечи. В настоящее время такое пиво стало популярным и варится во всём мире. Стиль отличается бодрящей горечью и сочным цитрусовым ароматом.

### East Coast IPA
East Coast India Pale Ale (ECIPA) (рус. индийский бледный эль Восточного Побережья) — стиль пива, в котором упор делается не на хмель, а на солод, а также очень важна сбалансированность горечи и вкуса.

### Black IPA
Black India Pale Ale (BIPA) (рус. чёрный индийский бледный эль) — это темный вариант IPA, который варится с добавлением жареного (жжёного) солода для получения соответствующего цвета.

### Double IPA
Double IPA (DIPA) (рус. двойной индийский бледный эль) — более крепкий, сильно охмелённый вариант IPA, содержание алкоголя — больше 7,5 %. Другое название стиля — Imperial IPA.

### Triple IPA
Triple IPA (TRIPA или TIPA) (рус. тройной индийский бледный эль) — ещё более крепкий и охмелённый вариант IPA, содержание алкоголя — больше 10 %.  В январе 2014 г. американская пивоварня Sixpoint выпустила тройной IPA Hi-Res.